# Ringelstaler-Weinhalde
Ringelstaler-Weinhalde ist ein Naturschutzgebiet auf den Gemarkungen des Bad Mergentheimer Stadtteils Edelfingen und des Lauda-Königshofener Stadtteils Unterbalbach im Main-Tauber-Kreis in Baden-Württemberg.

## Geschichte
Durch Verordnung des Regierungspräsidiums Stuttgart über das Naturschutzgebiet Ringelstaler-Weinhalde vom 28. November 2000 wurde ein Schutzgebiet mit 90,2 Hektar ausgewiesen.

## Schutzzweck
„Schutzzweck ist die Entwicklung, Erhaltung und Pflege eines reich strukturierten, gut ausgebildeten, repräsentativen Tauberfränkischen Muschelkalkhanges
- als Lebensraum für eine artenreiche Pflanzen- und Tierwelt und
- als kulturhistorisches Zeugnis der kleinteiligen, extensiven Landnutzungsformen, die den Charakter dieser Landschaft geprägt haben.

Der Lebensraumkomplex umfasst folgende Biotoptypen: Magerrasen (teilweise in Sukzession oder aufgeforstet), wärmeliebende Saumgesellschaften, offene Felsbildungen, Steinriegel, Trockenhänge, Streuobstwiesen, Wiesen, Hecken, Gebüsche, Feldgehölze und Ackerland sowie Seggen- und Waldgersten-Buchenwälder“ (LUBW).

## Flora und Fauna
Es liegt ein reich strukturierter, gut ausgebildeter, repräsentativer tauberfränkischer Muschelkalkhang als Lebensraum für eine artenreiche Pflanzen- und Tierwelt vor. Dieser Lebensraum dient auch als kulturhistorisches Zeugnis der kleinteiligen, extensiven Landnutzungsformen, die den Charakter dieser Landschaft geprägt haben. Der Lebensraumkomplex umfasst folgende Biotoptypen: Magerrasen (teilweise in Sukzession oder aufgeforstet), wärme-liebende Saumgesellschaften, offene Felsbildungen, Steinriegel, Trockenhänge, Streuobstwiesen, Wiesen, Hecken, Gebüsche, Feldgehölze und Ackerland sowie Seggen- und Waldgersten-Buchenwälder.